# نعمیه (خرمشهر)
نعمیه (خرمشهر)، روستایی از توابع بخش مینو شهرستان خرمشهر در استان خوزستان ایران است.
حجت الاسلام و المسلمین سید عبود محمدی بن سید محمد بن سید خلف بن سید موسی از نسل سید یحیی بن سید محمد بن سید احمد الزاهد بن سید ابراهیم مجاب بن سید محمد العابد بن  موسی الکاظم جزو کسانی بود که در این منطقه ساکن بود.

## جمعیت
این روستا در دهستان جزیره مینو قرار دارد و براساس سرشماری مرکز آمار ایران در سال ۱۳۸۵، جمعیت آن ۱۰۹ نفر (۲۰خانوار) بوده‌است.